# Zijlroede (waterweg)

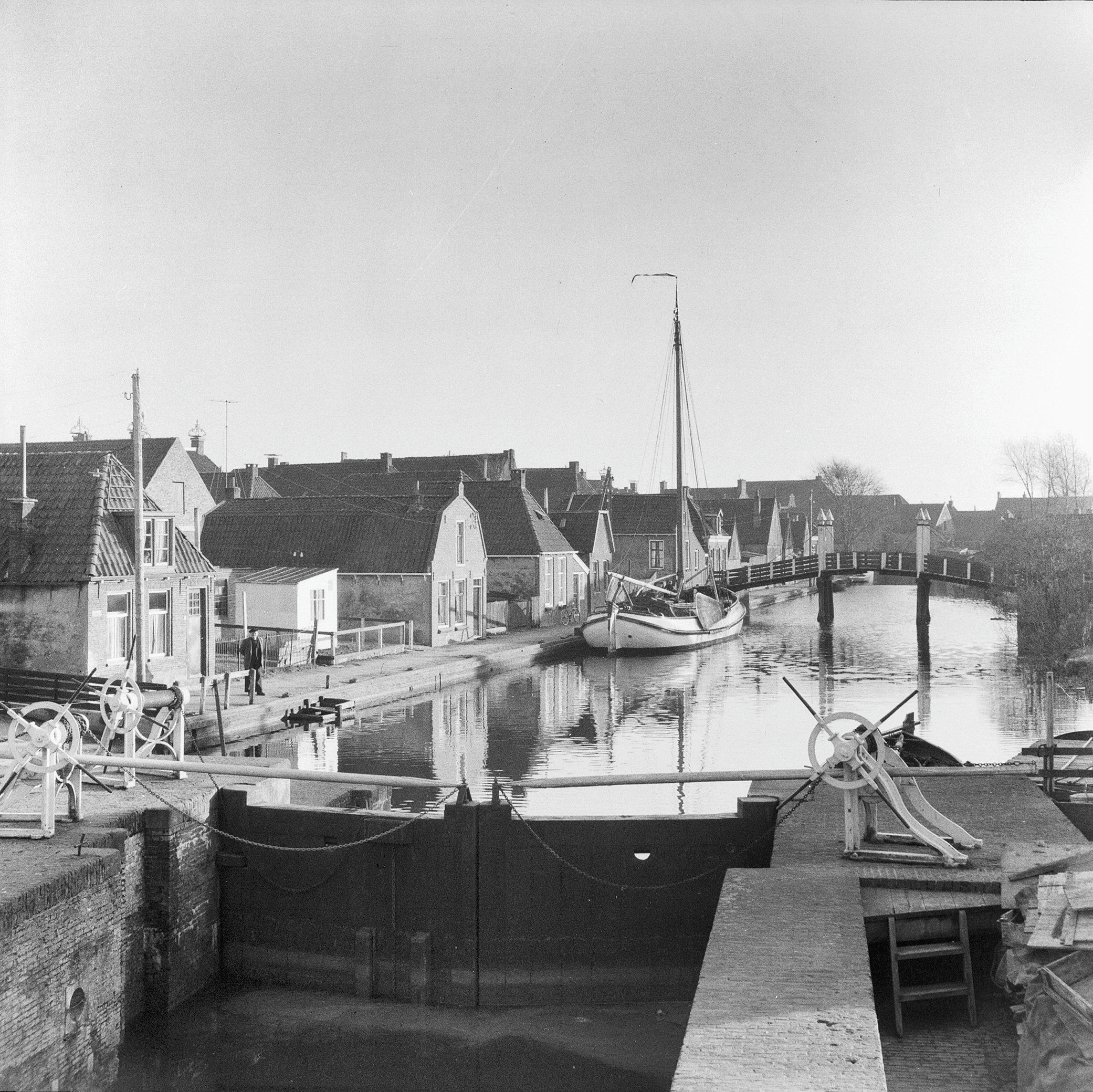
Zijlroede bij Hindeloopen

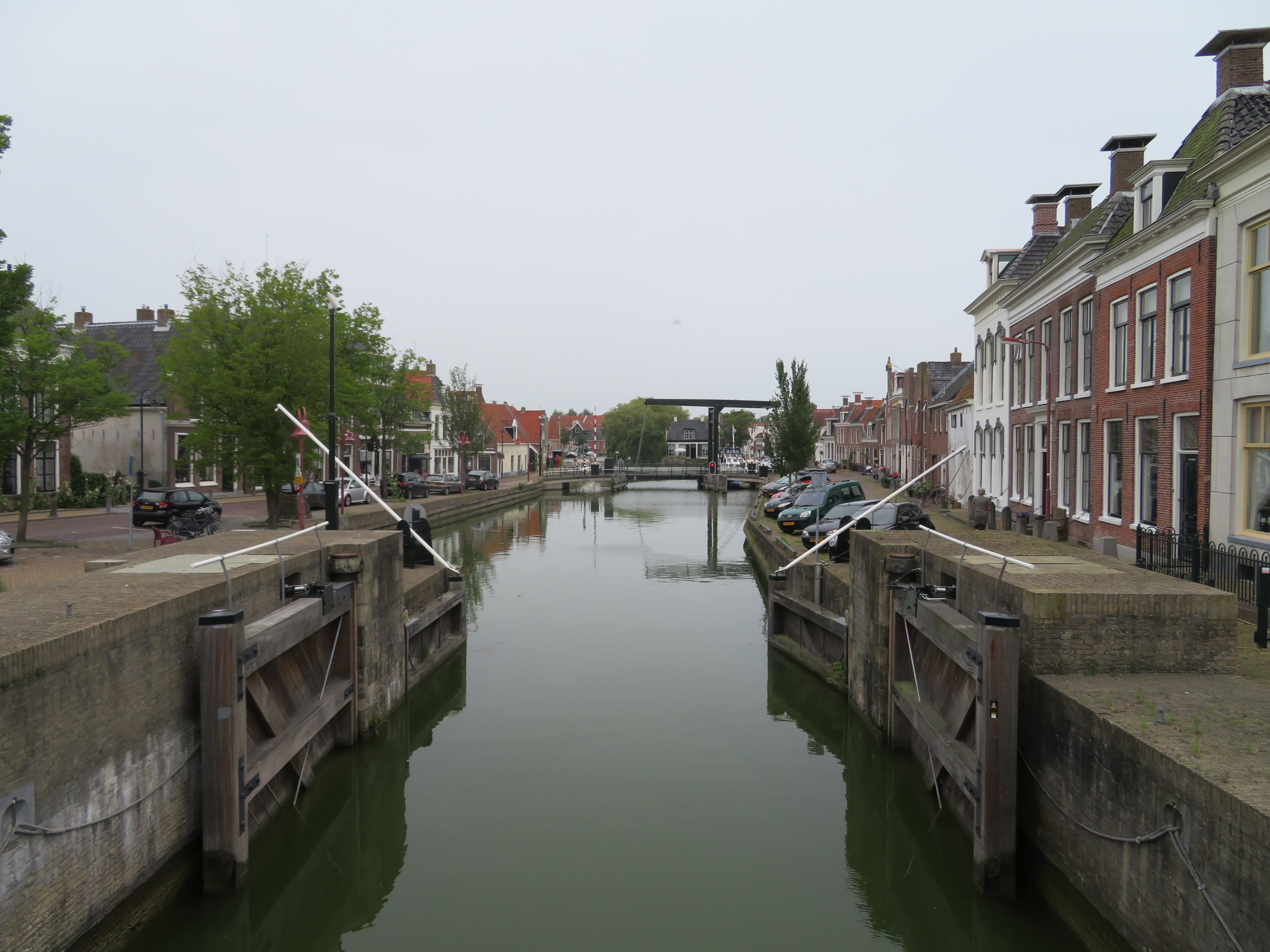
Groote Zijlroede bij Makkum

Een zijlroede was in Friesland en aangrenzende gebieden een vaart of waterweg die naar een zijl loopt.
De zijl waar het water van de zijlroede naartoe liep, moest op dezelfde diepte worden gelegd als de diepte van de zijlroede om een goede afwatering te waarborgen. Schepen konden een zijl alleen passeren op het moment dat het water van de zijlroede en het buitenwater even hoog stond.
Als het onderhoud van een zijlroede en de zijl in verschillende handen was, moesten er afspraken worden gemaakt tussen de partijen. Toch gaf zo’n situatie heel vaak aanleiding tot geschillen. Dat was bijvoorbeeld het geval bij de Roptazijl die de familie Liauckema moest onderhouden en de Roptazijlroede die Franeker en Franekeradeel moesten onderhouden. De zelfde twee partijen bestreden elkaar over de Getswerderzijl en de zijlroede vanaf Franeker daarnaartoe.
Het was een algemeen probleem. Op de landdag in Leeuwarden op 2 december 1540 stelden de gedeputeerden van Oostergo voor ‘dat oyck dye zylen na ’t waterpas soe leeg gelegt worden, als gronde ofte dyepten van de zylroeden synt, want eenyge zylen zoo hoeg leggen, dat den lossynge van twater zyn gang nyet mach hebben, nyet tegenstaende dat de zylroeden ende dyepten myt groete costen van de Landen vornyeuwet ende opgegraven synt ende worden’.
Bij een aantal vaarten is de naam zijlroede bewaard gebleven, o.a. bij Makkum, Hindeloopen, Joure, Lemmer, Nes, Offingawier en Sijbrandaburen.